# 将军桥教堂
温州市基督教将军桥教堂（圣三一堂），地处温州市区勤奋路与雪山路交叉口。

## 歷史
将军桥教会老堂成立于1937年，是温州的老教堂。

新堂——圣三一堂于2004年11月28日在原址扩建，于2008年底建成。新堂充分展示了温州基督徒的创新理念。

2009年11月28日，教会举行落成典礼。